# Конате, Мохамед (буркинийский футболист)
Мохамед Конате (фр. Mohamed Konaté; род. 12 декабря 1997, Одиенне) — ивуарийский, буркинийский и российский футболист, нападающий клуба «Ахмат» и сборной Буркина-Фасо.

## Биография
Конате Мохамед родился в Кот-д’Ивуаре 12 декабря 1997 года.
Карьеру начал на родине. Первым клубом форварда стала местная команда «Денгеле». В начале 2016 года переехал в Европу и стал игроком молдавского клуба «Саксан», в котором пробыл меньше года. Тренировался и играл в товарищеских матчах.
В последний день летнего трансферного окна сезона 2016/17 был заявлен за российский клуб «Урал» из Екатеринбурга. Дебютировал за основную команду 17 сентября 2016 года в матче 7-го тура чемпионата России против «Анжи» (0:1). 21 сентября забил первый гол за клуб, отличившись в матче против «Челябинска» (3:0) в рамках 1/16 финала Кубка России. В феврале 2017 года клуб расторг с ним контракт, чем был недоволен его агент Дмитрий Селюк.
В марте 2017 года Мохамед перешёл в латышский клуб Высшей лиги «Бабите», сыграл за него всего одну игру, но 22 июня 2017 года решением комиссии ЛФФ по дисциплинарным делам клуб из-за грубых нарушений спортивной этики был исключён из чемпионата.
Летом 2017 года Конате стал игроком фарм-клуба «Кайрата» до конца сезона, во втором круге которого сыграл 12 игр и забил три гола в Первой лиге Казахстана.
20 февраля 2018 года 20-летний форвард подписал контракт на год с белорусским «Гомелем», причём на зимних сборах на Кипре забил гол в «товарняке» со своим бывшим клубом «Уралом». Одновременно его пытались устроить в клуб российской Премьер-лиги «СКА-Хабаровск», но зимнее трансферное окно уже закрылось и РФС 5 марта в регистрации отказал. Все провёл в чемпионате Беларуси 12 матчей и забил 2 гола.
В конце июня 2018 года перешёл в армянский клуб «Пюник».
1 июня 2019 года покинул «Пюник» и перешёл в «Тамбов». В РПЛ провёл 2 матча и забитыми мячами не отметился, проведя в сумме на поле 88 минут. Дебютировал за клуб 4 августа в домашнем матче с «Арсеналом», выйдя на замену на 70-й минуте вместо Михаила Костюкова. 10 августа в матче с «Оренбургом» отыграл 68 минут и был заменён на Хасана Мамтова.
2 сентября 2019 года перешёл в «Химки».
17 мая 2021 года контракт с «Химками» истек. Футболист перешёл в грозненский «Ахмат». Соглашение рассчитано на один сезон, но возможно продление ещё на два года. В сезоне 2021/22 сыграл 27 матчей и забил 8 мячей (1 — с пенальти).
31 мая 2024 года покинул «Ахмат» из-за окончания контракта, став лучшим бомбардиром в истории клуба (в рамках Премьер-Лиги).
21 августа 2024 года подписал контракт с саудовским клубом «Эр-Рияд».
8 июля 2025 года вернулся в грозненский «Ахмат», подписав контракт с клубом на три года.

## Статистика
| Выступление      | Выступление      | Выступление      | Лига | Лига | Кубки | Кубки | Еврокубки | Еврокубки | Итого | Итого |
| Клуб             | Лига             | Сезон            | Игры | Голы | Игры  | Голы  | Игры      | Голы      | Игры  | Голы  |
| ---------------- | ---------------- | ---------------- | ---- | ---- | ----- | ----- | --------- | --------- | ----- | ----- |
| Урал             | Премьер-лига     | 2016/17          | 4    | 0    | 1     | 1     | —         | —         | 5     | 1     |
| Урал             | Итого            | Итого            | 4    | 0    | 1     | 1     | —         | —         | 5     | 1     |
| Бабите           | Высшая лига      | 2017             | 1    | 1    | —     | —     | —         | —         | 1     | 1     |
| Бабите           | Итого            | Итого            | 1    | 1    | —     | —     | —         | —         | 1     | 1     |
| Кайрат А         | Первая лига      | 2017             | 12   | 3    | —     | —     | —         | —         | 12    | 3     |
| Кайрат А         | Итого            | Итого            | 12   | 3    | —     | —     | —         | —         | 12    | 3     |
| Гомель           | Высшая лига      | 2018             | 12   | 2    | —     | —     | —         | —         | 12    | 2     |
| Гомель           | Итого            | Итого            | 12   | 2    | —     | —     | —         | —         | 12    | 2     |
| Пюник            | Премьер-лига     | 2018/19          | 15   | 6    | 1     | 0     | 6         | 2         | 22    | 8     |
| Пюник            | Итого            | Итого            | 15   | 6    | 1     | 0     | 6         | 2         | 22    | 8     |
| Тамбов           | Премьер-лига     | 2019/20          | 2    | 0    | —     | —     | —         | —         | 2     | 0     |
| Тамбов           | Итого            | Итого            | 2    | 0    | —     | —     | —         | —         | 2     | 0     |
| Химки            | ФНЛ              | 2019/20          | 8    | 0    | 3     | 0     | —         | —         | 11    | 0     |
| Химки            | Премьер-лига     | 2020/21          | 26   | 3    | 3     | 2     | —         | —         | 29    | 5     |
| Химки            | Итого            | Итого            | 34   | 3    | 6     | 2     | —         | —         | 40    | 5     |
| Ахмат            | Премьер-лига     | 2021/22          | 27   | 8    | —     | —     | —         | —         | 27    | 8     |
| Ахмат            | Премьер-лига     | 2022/23          | 24   | 11   | 4     | 2     | —         | —         | 28    | 13    |
| Ахмат            | Премьер-лига     | 2023/24          | 29   | 11   | 6     | 2     | —         | —         | 35    | 13    |
| Ахмат            | Итого            | Итого            | 80   | 30   | 10    | 4     | —         | —         | 90    | 34    |
| Эр-Рияд          | Про-лига         | 2024/25          | 27   | 4    | 2     | 0     | —         | —         | 29    | 4     |
| Эр-Рияд          | Итого            | Итого            | 27   | 4    | 2     | 0     | —         | —         | 29    | 4     |
| Ахмат            | Премьер-лига     | 2025/26          | 5    | 1    | 2     | 1     | —         | —         | 7     | 2     |
| Ахмат            | Итого            | Итого            | 5    | 1    | 2     | 1     | —         | —         | 7     | 2     |
| Всего за карьеру | Всего за карьеру | Всего за карьеру | 192  | 50   | 22    | 8     | 6         | 2         | 220   | 60    |